# Echinostylinos mycaloides
Echinostylinos mycaloides är en svampdjursart som beskrevs av Koltun 1970. Echinostylinos mycaloides ingår i släktet Echinostylinos och familjen Phellodermidae. Inga underarter finns listade i Catalogue of Life.